# Aleksander Suchten
Aleksander von Suchten, także: Aleksander Zuchta (ur. ok. 1520 w Tczewie, zm. 7 listopada 1575 w Linzu) – związany z Gdańskiem alchemik, lekarz, prawnik, kanonik warmiński i poeta

## Życiorys

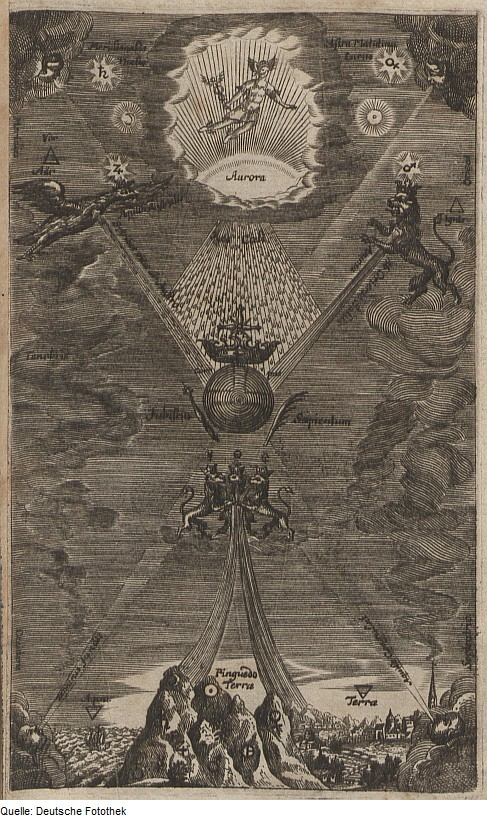
Frontyspis dzieła A. v. Suchtena Chymische Schrifften Alle (Hamburg 1680)

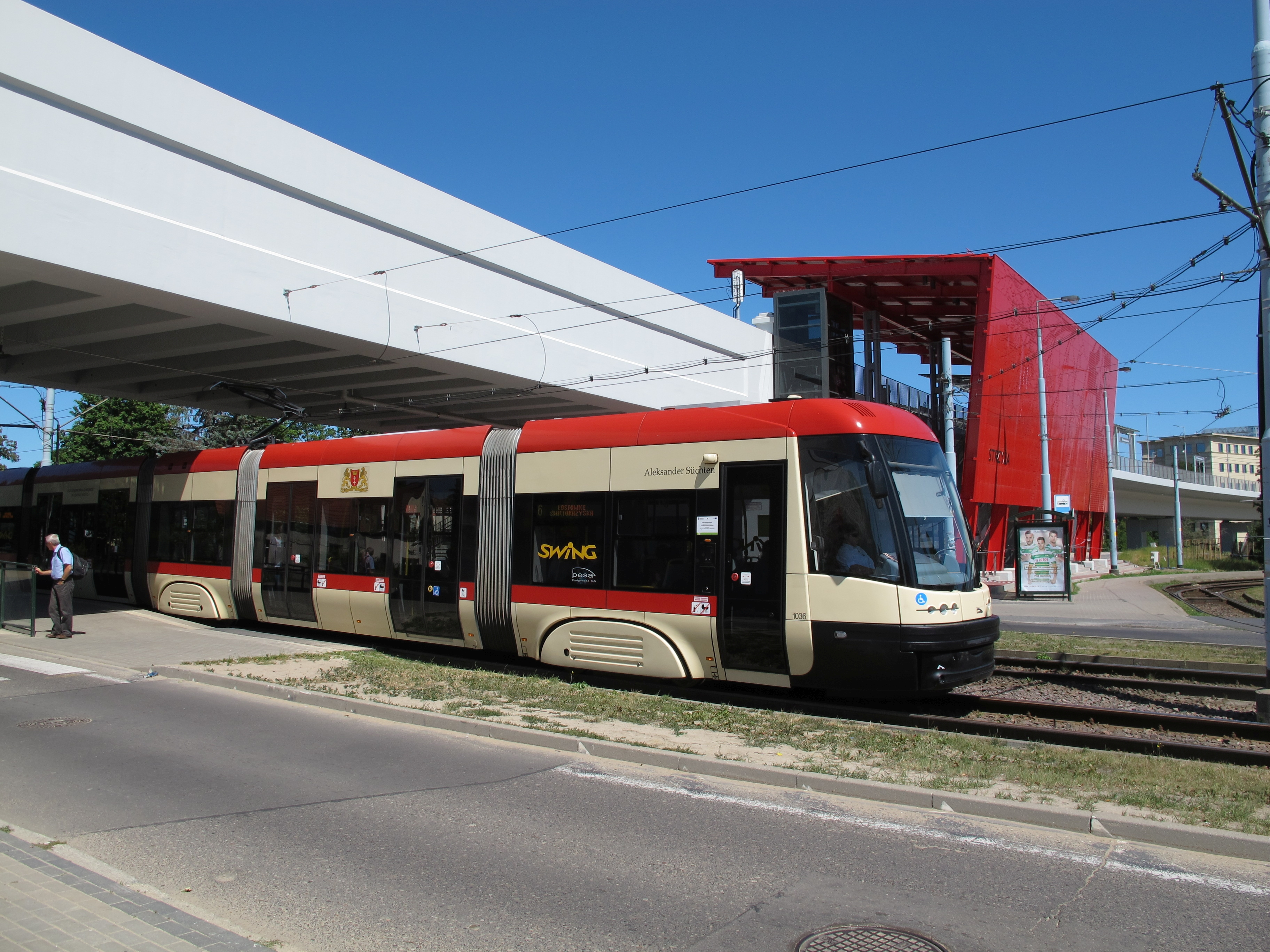
Gdański tramwaj, którego patronem jest Aleksander Süchten

Był synem gdańskiego ławnika Georga oraz Euphemii Schultz, wnukiem burmistrza Gdańska Heinricha.
W latach 1535–1539 pobierał nauki w elbląskim gimnazjum, po czym w 1539 został kanonikiem i prebendarzem we Fromborku.
Rok później podjął studia medyczne i filozoficzne na uniwersytecie w Lowanium, od 1541 studiował w Rzymie. Został oskarżony przez sąd papieski o odstępstwo od wiary katolickiej, pozbawiony kanonii i skazany na konfiskatę dziedzicznego majątku w Gdańsku.
W 1545 wyjechał do Królewca, skąd korzystając z listu żelaznego księcia Albrechta von Hohenzollerna, przybył do Gdańska i odzyskał część swoich dóbr dziedzicznych, które powierzył bratu Bartłomiejowi, finansującemu odtąd jego dalsze studia i zagraniczne podróże. W 1546 otrzymał od Hohenzollerna stypendium naukowe, rok później został jego nadwornym lekarzem. Opublikował wówczas m.in. poemat Vandalus (poświęcony legendarnej księżniczce Wandzie).
W 1549 został nadwornym medykiem i bibliotekarzem palatyna reńskiego Ottona Henryka Wittelsbacha, od około 1557 był w Wilnie nadwornym medykiem króla Zygmunta Augusta.
W Padwie uzyskał doktorat z medycyny na podstawie rozprawy De Galeni placitis. W 1563 na wezwanie chorego Albrechta von Hohenzollerna wrócił do Królewca, od którego za skuteczne leczenie otrzymał m.in. dom z ogrodem i 400 guldenów pensji. Po śmierci brata Bartłomieja w 1565 bezskutecznie podjął w Gdańsku próby odzyskania jego majątku.
Opuściwszy Gdańsk w 1567, pracował jako lekarz w Strasburgu, Spirze, Kolonii, na Śląsku, w Nadrenii i w Saksonii.
Był prawdopodobnie uczniem Paracelsusa Autor licznych traktatów alchemicznych i medycznych, m.in. De Praeparationes, ‘Archidoxine’, De Secretis Antimonij liber vnus (Strasburg 1570), Zween Tractat, Vom Antimonio (Mömpelgard 1604), Antimonii Mysteria Gemina (Lipsk 1604) oraz rozprawy medycznej Liber unus de secretis anatomii (1570), która do końca XVII wieku miała 14 wznowień.
Udowodnił metodą analizy wagowej, że przemiana metali nieszlachetnych w złoto jest niemożliwa.
Obecnie jego imię nosi gdański tramwaj Pesa Swing 120NaG SWING o numerze bocznym 1036.

## Dzieła Suchtena
- Dzieła Suchtena
- Pandora Magnalium Naturalium Aurea Et Benedicta. Strasburg 1608 – w archiwum SLUB Drezno
- Antimonii Mysteria Gemina Alexandri von Suchten. Gera 1613 – w archiwum SLUB Drezno
- Chymische Schrifften Alle. Hamburg 1680 – w archiwum SLUB Drezno